# Brachyramphus
Genre
Brachyramphus est un genre d'oiseaux de la famille des Alcidae.

## Liste des espèces
D'après la classification de référence (version 14.1, 2024) de l'Union internationale des ornithologues, il y a 3 espèces du genre Brachyramphus (ordre philogénique) :
- Brachyramphus marmoratus (Gmelin, JF, 1789) – Guillemot marbré ;
- Brachyramphus perdix (Pallas, 1811) – Guillemot à long bec ;
- Brachyramphus brevirostris (Vigors, 1829) – Guillemot de Kittlitz.

espèces fossiles
- † Brachyramphus pliocenum Howard, 1949 ;
- † Brachyramphus dunkeli Chandler, 1990.